# تمو ۵۰۱۸
سیارک ۵۰۱۸ (به انگلیسی: 5018 Tenmu، نامگذاری:1977DY8) پنج هزار و هجدهمین سیارک کشف شده‌است که در ۱۹ فوریه ۱۹۷۷ کشف شد.
قدر مطلق سیارک برابر ۱۴٫۳۰ است.